# مجلس الدولة (عمان)
مجلس الدولة العماني هو المجلس التشريعي الأعلى في سلطنة عمان.

## تاريخه
نشأ هذا المجلس بعد صدور المرسوم السلطاني رقم (86/97) في شأن مجلس عمان والذي يتكون من مجلسي الدولة والشورى، هذا وقد سبق إنشاء مجلس الدولة صدور النظام الأساسي للدولة بالمرسوم السلطاني رقم (101/96) بتاريخ 6 من نوفمبر 1996م والذي بموجبه بدأت حقبة جديدة من مسيرة النهضة العمانية وقد نص في بابه الخامس على إنشاء مجلس عُمان الذي يتكون من مجلسي الدولة والشورى وهي المؤسسات التي تسند إليها مهام الشورى في البلاد ألحق بالمرسوم نظام مجلسي الدولة والشورى تضمن أحكاماً مشتركة بين المجلسين وصدرت لكل مجلس لائحة داخلية بمرسوم سلطاني تنظم أعماله.

## اختصاصات المجلس
حددت المادة (17) من نظام مجلسي الدولة والشورى أن مجلس الدولة يقوم بكل ما من شـأنه المساعدة في تنفيذ الخطط التنموية والإسهام في ترسيخ القيم الأصيلة للمجتمع العــماني والمحافظة على منجزاته وتـأكيد المبادئ التي نص عليها النظام الأساسي للدولة، وفصلت المادة (18) من ذات النظام في سبيل تحقيق أهدافه بالصلاحيات الآتية :
- إعداد الدراسات التي تساعد في تنفيذ خطط وبرامج التنمية وتسهم في إيجاد الحلول المناسبة للمعوقات الاقتصادية والاجتماعية.
- تقديم المقترحات التي من شأنها تشجيع الاستثمار في مختلف القطاعات الإنتاجية والخدمية وتنمية الموارد الاقتصادية.
- تقديم الدراسات والمقترحات في مجال تنمية الموارد البشرية وتحسين أداء الأجهزة الإدارية بما يخدم المجتمع ويحقق الأهداف العامة للدولة.
- مراجعة مشروعات القوانين قبل إتخاذ إجراءات إصدارها، وذلك فيما عدا القوانين التي تقتضي المصلحة العامة رفعها مباشرة إلى جلالة السلطان، ويقدم مجلس الدولة توصياته في شأن مشروعات القوانين المحالة إليه إلى مجلس الوزراء.
- دراسة ما يحيله إليه جلالة السلطان أو مجلس الوزراء من الموضوعات التي تخدم الصالح العام، وإبداء الرأي فيها

## إختيار أعضاء المجلس
يكون من بين الفئات الاتيه :
- الوزراء ووكلاء الوزارات السابقين ومن في حكمهم.
- السفراء السابقين.
- كبار القضاة السابقين.
- كبار الضباط المتقاعدين.
- المشهود لهم بالكفاة والخبرة في مجالات العلم والادب والثقافة وأساتذة الجامعات والكليات والمعاهد العليا.
- الأعيان ورجال الأعمال.
- الشخصيات التي أدت خدمات جليلة للوطن.
- من يرى السلطان تعيينه عضواً بالمجلس من غير الفئات السابقة.

## أعضاء المجلس
| الاسم                        | المنصب       |
| ---------------------------- | ------------ |
| عبدالملك بن عبدالله الخليلي  | رئيس المجلس  |
| الخطاب بن غالب الهنائي       | نائب الرئيس  |
| بدرية بنت إبراهيم الشحية     | نائبة الرئيس |
| محمد بن علي العلوي           | عضو المجلس   |
| عبدالله بن شوين الحوسني      | عضو المجلس   |
| زاهر بن عبدالله العبري       | عضو المجلس   |
| سعيد بن سلطان البوسعيدي      | عضو المجلس   |
| حسن بن علي المدحاني          | عضو المجلس   |
| سالم بن محمد الريامي         | عضو المجلس   |
| منى بنت أحمد السعدون         | عضو المجلس   |
| سعيد بن مبارك المحرمي        | عضو المجلس   |
| عائشة بنت أحمد الوشاحية      | عضو المجلس   |
| حمد بن سليمان السالمي        | عضو المجلس   |
| إسماعيل بن صالح الأغبري      | عضو المجلس   |
| مريم بنت عيسى الزدجالية      | عضو المجلس   |
| لجينة بنت محسن الزعابية      | عضو المجلس   |
| صالح بن محمد الزكواني        | عضو المجلس   |
| محمد بن عبدالله الخليلي      | عضو المجلس   |
| سالم بن عبدالله الكعبي       | عضو المجلس   |
| أحمد بن محمد الشامسي         | عضو المجلس   |
| صباح بنت محمد البهلانية      | عضو المجلس   |
| حاتم بن حمد الطائي           | عضو المجلس   |
| محمد بن ناصر العريمي         | عضو المجلس   |
| ريا بنت سالم المنذرية        | عضو المجلس   |
| محمد بن عبدالله الحارثي      | عضو المجلس   |
| خالد بن حمد البوسعيدي        | عضو المجلس   |
| عبدالله بن مبارك الشنفري     | عضو المجلس   |
| أحمد بن عبدالله الحسني       | عضو المجلس   |
| نوح بن محمد البوسعيدي        | عضو المجلس   |
| راشد بن سالم البادي          | عضو المجلس   |
| عادل بن أحمد اللواتي         | عضو المجلس   |
| علي بن أحمد الحارثي          | عضو المجلس   |
| ولي بن ناصر الشكيلي          | عضو المجلس   |
| سالم بن ناجم الغيلاني        | عضو المجلس   |
| علي بن محمد السعدي           | عضو المجلس   |
| محمد بن سالم المهري          | عضو المجلس   |
| عوض بن محمد المشيخي          | عضو المجلس   |
| محمد بن أحمد اللمكي          | عضو المجلس   |
| سالم بن خويطر المقبالي       | عضو المجلس   |
| مكتوم بن سالم المزروعي       | عضو المجلس   |
| سالم بن خلفان الرحبي         | عضو المجلس   |
| رشيد بن تاج محمد الرئيسي     | عضو المجلس   |
| يعقوب بن يوسف الكمشكي        | عضو المجلس   |
| طالب بن هلال الحوسني         | عضو المجلس   |
| عصام بن علي الرواس           | عضو المجلس   |
| حماد بن حمد الغافري          | عضو المجلس   |
| منصور بن حارث العامري        | عضو المجلس   |
| أحمد بن علي الحبشي العمري    | عضو المجلس   |
| محمد بن حمدان التوبي         | عضو المجلس   |
| سعيد بن محمد البريكي         | عضو المجلس   |
| علي بن ناصر المحروقي         | عضو المجلس   |
| سعود بن سالم البلوشي         | عضو المجلس   |
| حمد بن سليمان الغريبي        | عضو المجلس   |
| محمد بن يوسف الزرافي         | عضو المجلس   |
| درويش بن سيف المحاربي        | عضو المجلس   |
| عبدالله بن مستهيل شماس       | عضو المجلس   |
| يحيى بن حمود المعمري         | عضو المجلس   |
| حمود بن ناصر الهاشمي         | عضو المجلس   |
| مسلم بن محمد الوحشي          | عضو المجلس   |
| علي بن أحمد العيسائي         | عضو المجلس   |
| ليوثا بنت سلطان المغيرية     | عضو المجلس   |
| عبدالله بن راشد السيابي      | عضو المجلس   |
| عبدالله بن عبدالقادر الكمالي | عضو المجلس   |
| كهلان بن حمير النبهاني       | عضو المجلس   |
| مصطفى بن عبدالقادر الغساني   | عضو المجلس   |
| عبدالله بن إبراهيم الشحي     | عضو المجلس   |
| غريب بن سعد الجنيبي          | عضو المجلس   |
| عائشة بنت حمد الدرمكية       | عضو المجلس   |
| مريم بنت عبدالله العوادية    | عضو المجلس   |
| شيخة بنت علي النعيمية        | عضو المجلس   |
| نهلة بنت عبدالوهاب الحمدية   | عضو المجلس   |
| عبدالله بن سالم السنيدي      | عضو المجلس   |
| محمد بن حمد الشعيلي          | عضو المجلس   |
| حمد بن مطر الدرعي            | عضو المجلس   |
| عبدالمحسن بن صقر النعيمي     | عضو المجلس   |
| محمود بن عبدالله الكندي      | عضو المجلس   |
| عبدالعزيز بن عامر الصواعي    | عضو المجلس   |
| مها بنت سليمان بركات اللمكية | عضو المجلس   |
| داود بن سالم الحمداني        | عضو المجلس   |
| يوسف بن صالح الفارسي         | عضو المجلس   |
| سرية بنت خلفان الهادية       | عضو المجلس   |
| جمعة بن خليفة البوسعيدي      | عضو المجلس   |
| عبدالله بن سعيد الحجري       | عضو المجلس   |
| عائشة بنت سعيد الغابشية      | عضو المجلس   |
| فهيم بن عبدالله المرهوبي     | عضو المجلس   |
| سعيد بن محمد الصقلاوي        | عضو المجلس   |

## شروط العضوية
مدة العضوية في مجلس الدولة أربع سنوات ميلادية ويجوز تجديدها لفترات أخرى
يشترط في عضو مجلس الدولة ان تتوفر فيه الشروط التالية :
- أن يكون عماني الجنسية بصفة أصلية وفقا للقانون.
- ألا يقل عمر العضو عن الأربعين سنة ميلادية.
- أن يكون من ذوي المكانة والسمعة الحسنه ولديه خبرة عمليه مناسبة وألا يكون قد حكم عليه بعقوبة جنائية أو في جريمة مخلة بالشرف أو الأمانة ما لم يكن قد رد إليه اعتباره.

إضافة إلى ماتقدم فان أحكام العضوية في المجلس تقتضي بعدم جواز الجمع بين عضويه مجلس الدولة ومجلس الشورى، كما لا يجوز الجمع بين عضوية المجلس والوظائف العامة سوى لفئة المشهود لهم بالكفاءة والخبرة في مجلات العلم والأدب وأساتذة الجامعات والكليات والمعاهد العليا وفئة من يرى جلالة السلطان تعينه عضوا بالمجلس.

## روابط خارجية
- الموقع الرسمي